# Kineton
Kineton – wieś w Anglii, w hrabstwie Warwickshire, w dystrykcie Stratford-on-Avon. Leży 15 km na południe od miasta Warwick i 120 km na północny zachód od Londynu. W 2001 miejscowość liczyła 2278 mieszkańców.